# Léon Hégelé
Léon Hégelé (* 30. Januar 1925 in Montreux-Vieux; † 11. Februar 2014 in Sierentz) war Weihbischof in Straßburg.

## Leben
Léon Hégelé wurde als malgré-nous 1943 zum Reichsarbeitsdienst verpflichtet, ab Beginn 1944 zur deutschen Wehrmacht an die Ostfront; dort konnte er beim Rückzug der deutschen Truppen in Polen am 1. April 1945 desertieren. Er geriet in Kriegsgefangenschaft und wurde am 11. Juni 1945 bereits wieder freigelassen.
Im Oktober 1945 trat er in das Priesterseminar in Straßburg ein und studierte Philosophie und Theologie an der Theologischen Fakultät von Straßburg. Er empfing am 8. April 1950 die Priesterweihe und war im Erzbistum Straßburg tätig; zunächst in Staffelfelden im Herzen der Kali-Bergwerke. 1953 wurde er Pfarrer in Mülhausen, 1955 in Riedisheim. 1961 wechselte er in die Schulseelsorge in Mülhausen. 1965 wurde er Pfarrer von Geispitzen und übernahm zugleich in der Diözesankurie verschiedene Aufgaben. 1972 erfolgte die Ernennung zum Bischofsvikar des südlichen Elsass.
Papst Johannes Paul II. ernannte ihn am 9. September 1985 zum Weihbischof in Straßburg und Titularbischof von Utica. Der Erzbischof von Straßburg Charles Amarin Brand spendete ihm am 10. November 1985 im Straßburger Münster die Bischofsweihe; Mitkonsekratoren waren Léon-Arthur-Auguste Elchinger, Altbischof von Straßburg, und Joseph Candolfi, Weihbischof in Basel.
Am 18. Dezember 2000 nahm Papst Johannes Paul II. seinen altersbedingten Rücktritt an. Er lebte bis 2013 in Geispitzen, nach einem Schlaganfall in einem Pflegeheim in Sierentz.

## Schriften
- Übersetzung des Buches Fragen um Jesus von Johann Michl ins Französische: Le Problème de Jésus. De Jésus de l’histoire au Christ de la foi. Éditions Salvator, Mulhouse 1968.